# Copernal
Copernal es un municipio español de la provincia de Guadalajara, en la comunidad autónoma de Castilla-La Mancha. Tiene una población de 46 habitantes (INE 2024).

## Historia
Hacia mediados del siglo XIX, el lugar tenía una población de 249 habitantes y un total de 55 casas. Aparece descrito en el sexto volumen del Diccionario geográfico-estadístico-histórico de España y sus posesiones de Ultramar de Pascual Madoz de la siguiente manera:

COPERNAL: l. con ayunt. en la prov. de Guadalajara (5 leg.), part. jud. de Brihuega (4), aud. terr. de Madrid (15), c. g. de Castilla la Nueva, dióc. de Toledo (27): sit. en un pequeño llano, rodeado de terreno áspero y desigual, con libre ventilacion y clima templado; las enfermedades mas comunes son tercianas y cuartanas; tiene 55 casas; la de ayunt. que sirve de escuela de instruccion primaria, á la cual concurren unos 20 alumnos, bajo la direccion de un maestro, sacristan y secretario de ayunt., dotado con 1,100 rs., y una igl. parr. (San Pedro Apóstol), matriz de la de Valdeanchela, servida por un cura de segundo ascenso y de provision real y ordinaria en concurso, y un beneficiado cuyo nombramiento corresponde á la universidad de Alcalá: fuera de la pobl. e inmediata á las casas hay una fuente de aguas gruesas, que provee al vecindario para beber y demas usos. Confina el térm. N. Espinosa de Henares; E. Padilla; S. Hita, y O. Valdeancheta; dentro de él se encuentra una fuente cuyas aguas son de igual calidad que las de la precitada que surte al vec. El terreno, fertilizado en parte por dos arroyuelos, participa de monte y llano, siendo de primera calidad el primero y todo él de buena clase; se hallan en cultivo unas 900 fan.; y se han desamortizado, en la actual época, 300 pertenecientes al conv. de Sto. Domingo de Hita. caminos, los locales y el que dirige á Guadalajara, todos de herradura y en mediano estado. correo: se recibe y despacha en la estafeta de Hita. prod.: trigo, cebada, centeno, avena, aceite, vino, garbanzos, guisantes, yeros, patatas: cria ganado lanar, cabrio, vacuno, mular y yeguar; caza de liebres, conejos y perdices. ind.; la agrícola. comercio: esportacion de frutos sobrantes é importacion de los art. de, que carecen. pobl.: 60 vec., 249 alm. cap. prod.: 1.916,070 rs. imp.: 82,500. contr.: 4,750 rs. presupuesto municipal: es variable y se cubre con los prod. de propios y el déficit por reparto vecinal.
(Madoz, 1847, pp. 572-573)

## Demografía
Copernal cuenta con una población de 46 habitantes (INE 2024).
| Gráfica de evolución demográfica de Copernal entre 1842 y 2021                                                      |
| |
| Población de derecho según los censos de población del INE Población de hecho según los censos de población del INE |

| Nacionalidad | Hombres | Mujeres | Total | %      | Proporción |
| ------------ | ------- | ------- | ----- | ------ | ---------- |
| Española     | 17      | 7       | 24    | 70.5 % |            |
| Extranjera   | 6       | 4       | 10    | 29.4 % |            |

| 1991 |  | 1996 |  | 2001 |  | 2004 |  | 2013 |  | 2015 |  | 2022 |
| ---- |  | ---- |  | ---- |  | ---- |  | ---- |  | ---- |  | ---- |
| 33   |  | 32   |  | 31   |  | 24   |  | 43   |  | 28   |  | 34   |

## Patrimonio

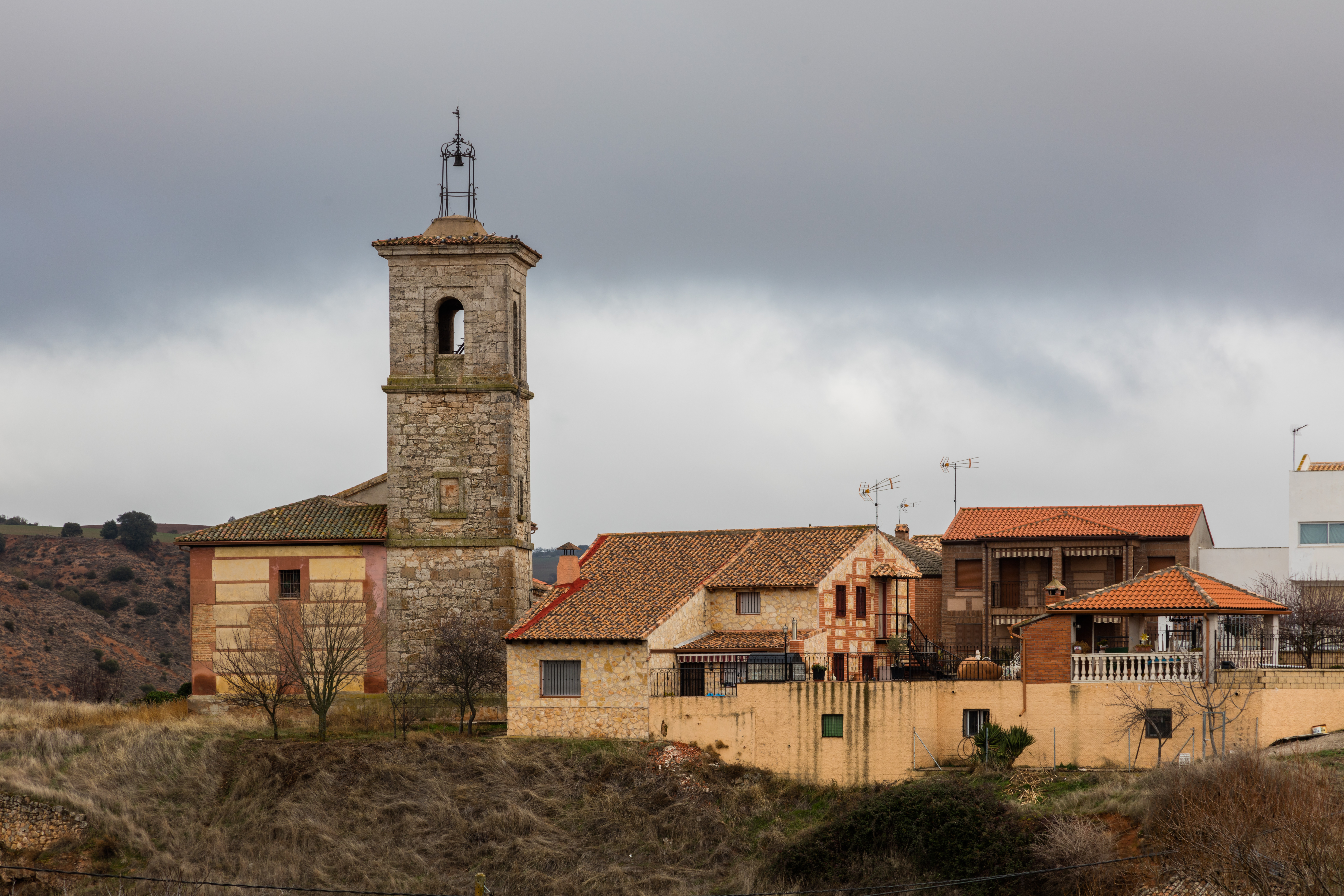
Iglesia de San Pedro

En la localidad hay una iglesia dedicada a San Pedro Apóstol.